# Akio Suyama
Akio Suyama (陶山 章央 Suyama Akio) es un seiyū japonés nacido el 8 de julio de 1968 en Toyonaka, Osaka. Entre otros trabajos, es conocido por interpretar a Hatsuharu Sōma en Fruits Basket y Hige en Wolf's Rain.

## Roles interpretados

### Series de Anime
- .hack//Roots como Ita
- Burn Up Excess como Kan
- Code Geass como Kizuna Kagesaki
- ēlDLIVE como Tateyan
- Fruits Basket como Hatsuharu Sōma
- Galaxy Angel como Patrick
- Hunter x Hunter (2011) como Binolt
- Inazuma Eleven como Mamoru Nishigaki
- Initial D como Shouichi
- Jikū Tenshō Nazca como Shinri Shiogami
- Kirarin Revolution como Hiroto Kazama
- Macross 7 como Gabil y Physica
- Sakura Wars como Ichirō Ogami
- Samurai Deeper Kyou como Kotarō Fuuma
- Tengen Toppa Gurren-Lagann como Cytomander
- Tsubasa: Reservoir Chronicle como Sorata Arisugawa
- Wolf's Rain como Hige
- Yes! Pretty Cure 5 como Gamao
- Yumeiro Parissiere Professional como Johnny McBeal
- Zenmai Zamurai como Namezaemon

### OVAs
- Angel Densetsu como Shuuichi Hayami
- Gunbuster 2: Diebuster como Roy Anyan
- Sakura Wars como Ichirō Ogami
- Wolf's Rain como Hige

### Películas
- Macross 7: Ginga ga Ore wo Yonde Iru como Gabil
- Sakura Wars: The Movie como Ichirō Ogami
- Gekijōban Tengen Toppa Gurren Lagann: Gurren Hen como Cytomander

### Videojuegos
- 3rd Super Robot Taisen Alpha to The End of the Galaxy como Gabil Physica
- Call of Duty: Modern Warfare 3 como Sabre (doblaje al japonés)
- Detective Conan: Tsuioku no Mirajiyu como Naoya Imaizumi
- Final Fantasy X como Isaaru
- Final Fantasy X-2 como Isaaru
- Jissen Pachinko Hisshouhou! CR Sakura Taisen como Ichiro Ogami
- Project X Zone como Ichiro Ogami
- Sakura Taisen como Ichiro Ogami
- Sakura Taisen 2 ~Kimi, Shinitamou koto Nakare~ como Ichiro Ogami
- Sakura Taisen 3 ~Pari wa Moeteiru ka?~ como Ichiro Ogami
- Sakura Taisen 4 ~Koi Seyo, Otome~ como Ichiro Ogami
- Sakura Taisen V Episode 0 ~Kouya no Samurai Musume~ como Ichiro Ogami
- Sakura Taisen V ~Saraba, Itoshiki Hito yo~ como Ichiro Ogami
- Super Adventure Rockman como Bubbleman
- Tales of Symphonia: Dawn of the New World como Decus
- Tales of Vesperia como Zagi

### Doblaje
- Doug de Disney como Roger Klotz
- Gormiti (serie animada) como Toby